# Shaun Livingston
Shaun Patrick Livingston (Peoria, Illinois, 11 de septiembre de 1985) es un exjugador de baloncesto estadounidense que disputó 14 temporadas en la NBA, consiguiendo 3 anillos de campeón. Mide 2,01 metros de altura y jugaba de base.

## Trayectoria deportiva

### High School
Jugó primero en el instituto Richwoods, pasando posteriormente al de Peoria Central, donde se le comparó con la gran estrella de la NBA Magic Johnson. Jugó en 2004 el McDonald's High School All-American, un partido que disputan los mejores jugadores de high school de la temporada, donde fue nombrado co-MVP. Aceptó una beca para jugar y realizar sus estudios en la Universidad de Duke, pero poco después renunció a ella, y anunció que se presentaría en el Draft de la NBA.

### Profesional
Fue elegido en la cuarta posición de la primera ronda del Draft de la NBA de 2004 por Los Angeles Clippers, aprovechando la plaza que les había cedido Charlotte Bobcats. En su temporada de rookie tan solo pudo disputar 30 partidos, debido a una lesión de rodilla. A pesar de ello, consiguió promediar 7,4 puntos y 5 asistencias. En su segunda temporada también se perdió un buen número de partidos a causa de las lesiones, pero su mayor desgracia sucedería en febrero de 2007, cuando, tras una mala caída, se dislocó la rótula y se cortó los ligamentos anterior y posterior de la rodilla, lo que le hizo perderse el resto de la temporada 2006-2007, teniendo prevista una recuperación de al menos 8 meses.
En octubre de 2008 firmó contrato con Miami Heat.
[actualizar]
El 23 de junio de 2011 fue traspasado a Milwaukee Bucks en un traspaso a tres bandas.
El 27 de junio de 2012 fue traspasado a Houston Rockets, junto con Jon Brockman, Jon Leuer y la 12.ª elección del Draft de 2012 a cambio de Samuel Dalembert y la 14.ª elección del Draft de la NBA de 2012.
[actualizar]
Sus últimos 5 años como profesional juega en Golden State Warriors, donde consigue 3 anillos de la NBA.

## Estadísticas de su carrera en la NBA
|  | Denota temporada en la que ganó un campeonato de la NBA |

### Temporada regular
| Año     | Equipo        | PJ  | PT  | MPP  | %TC  | %3P  | %TL   | RPP | APP | ROB | TPP | PPP |
| ------- | ------------- | --- | --- | ---- | ---- | ---- | ----- | --- | --- | --- | --- | --- |
| 2004-05 | L.A. Clippers | 30  | 15  | 27.1 | .414 | .000 | .746  | 3.0 | 5.0 | 1.1 | .4  | 7.4 |
| 2005-06 | L.A. Clippers | 61  | 14  | 25.0 | .427 | .125 | .688  | 3.0 | 4.5 | .8  | .5  | 5.8 |
| 2006-07 | L.A. Clippers | 54  | 31  | 29.8 | .463 | .313 | .707  | 3.4 | 5.1 | 1.1 | .5  | 9.3 |
| 2008-09 | Miami         | 4   | 0   | 10.3 | .375 | .000 | .750  | 0.5 | 1.0 | .5  | .0  | 2.3 |
| 2008-09 | Oklahoma City | 8   | 1   | 23.8 | .538 | .000 | 1.000 | 3.3 | 2.0 | .6  | .2  | 7.8 |
| 2009-10 | Oklahoma City | 10  | 0   | 13.0 | .313 | .000 | .000  | 2.0 | 1.3 | .5  | .2  | 1.0 |
| 2009-10 | Washington    | 26  | 18  | 25.6 | .535 | .000 | .875  | 2.2 | 4.5 | .5  | .4  | 9.2 |
| 2010-11 | Charlotte     | 73  | 0   | 17.3 | .466 | .250 | .864  | 2.0 | 2.2 | .6  | .4  | 6.6 |
| 2011-12 | Milwaukee     | 58  | 27  | 18.8 | .469 | .667 | .785  | 2.1 | 2.1 | .5  | .3  | 5.5 |
| 2012-13 | Washington    | 17  | 4   | 18.8 | .364 | .000 | 1.000 | 2.2 | 2.2 | .6  | .1  | 3.7 |
| 2012-13 | Cleveland     | 49  | 12  | 23.2 | .507 | .000 | .843  | 2.5 | 3.6 | .8  | .6  | 7.2 |
| 2013-14 | Brooklyn      | 76  | 54  | 26.0 | .483 | .167 | .827  | 3.2 | 3.2 | 1.2 | .4  | 8.3 |
| 2014-15 | Golden State  | 78  | 2   | 18.8 | .500 | .000 | .714  | 2.2 | 3.3 | .6  | .3  | 5.9 |
| 2015-16 | Golden State  | 78  | 3   | 19.5 | .536 | .167 | .860  | 2.2 | 3.0 | .7  | .3  | 6.3 |
| 2016-17 | Golden State  | 76  | 3   | 17.7 | .547 | .333 | .700  | 2.0 | 1.8 | .5  | .3  | 5.1 |
| 2017-18 | Golden State  | 71  | 7   | 15.9 | .501 | .000 | .820  | 1.8 | 2.0 | .5  | .3  | 5.5 |
| 2018-19 | Golden State  | 64  | 0   | 15.1 | .519 | .000 | .784  | 1.8 | 1.8 | .5  | .4  | 4.0 |
| Total   | Total         | 833 | 191 | 20.6 | .486 | .178 | .794  | 2.4 | 3.0 | .7  | .4  | 6.3 |

### Playoffs
| Año   | Equipo        | PJ  | PT | MPP  | %TC  | %3P   | %TL  | RPP | APP | ROB | TPP | PPP |
| ----- | ------------- | --- | -- | ---- | ---- | ----- | ---- | --- | --- | --- | --- | --- |
| 2006  | L.A. Clippers | 12  | 0  | 27.7 | .474 | 1.000 | .810 | 4.7 | 4.8 | .6  | .5  | 7.5 |
| 2014  | Brooklyn      | 12  | 10 | 27.1 | .512 | 1.000 | .730 | 3.5 | 3.3 | .4  | .4  | 9.7 |
| 2015  | Golden State  | 21  | 0  | 17.9 | .532 | .000  | .840 | 2.4 | 1.8 | .4  | .2  | 5.0 |
| 2016  | Golden State  | 24  | 7  | 21.4 | .488 | .000  | .865 | 3.2 | 3.3 | .5  | .2  | 8.2 |
| 2017  | Golden State  | 14  | 0  | 15.7 | .576 | .000  | .714 | 2.1 | 1.4 | .4  | .1  | 5.2 |
| 2018  | Golden State  | 21  | 0  | 17.2 | .536 | .000  | .880 | 2.2 | 1.5 | .3  | .0  | 6.7 |
| 2019  | Golden State  | 22  | 2  | 14.6 | .453 | .000  | .840 | 1.4 | 1.4 | .5  | .2  | 4.0 |
| Total | Total         | 126 | 19 | 19.4 | .507 | .286  | .819 | 2.6 | 2.4 | .4  | .2  | 6.4 |